# T Северной Короны
T Северной Короны, (T Coronae Borealis, T CrB) — звезда в созвездии Северной Короны. Она имеет неофициальное название англ. Blaze Star («Полыхающая звезда») и является одной из немногих известных повторных новых. Как правило, её блеск имеет величину около 10m, что находится вблизи границы разрешения типичных биноклей. За время наблюдения было зарегистрировано две вспышки: первый раз 12 мая 1866 года, когда она достигла светимости 2,0m и во второй раз 9 февраля 1946 года, когда её яркость достигла величины 3,0m. Правда, более новая статья (от 2009 года) показывает, что вспышка 1866 года имела возможное пиковое значение светимости в диапазоне 2,5 ± 0,5.. Но даже когда на пике своей светимости она достигала величины 2,5m, то эта повторная новая уступала по яркости только лишь 163 звездам в ночном небе, а если её светимость достигала величины 2,0m, то тогда она была 109-й звездой по яркости. Следующая вспышка ожидается в 2025—2027 годах.

## Система T CrB
Сама система T CrB (T Северной Короны) является спектрально-двойной звездой, состоящей из красного гиганта и белого карлика, который обращается вокруг главной звезды с периодом 227,6 дней.
Существуя в паре с обычной звездой, белый карлик ворует вещество соседа, постепенно накапливая его на своей поверхности. Со временем вещества становится достаточно для взрывоподобного термоядерного синтеза, что приводит к стремительному всплеску яркости –  вспыхивает новая звезда. Для системы T Северной Короны цикл новой повторяется примерно каждые 80 лет. 

## Вспышка 1946 года
П. П. Паренаго и Б. В. Кукаркин обратили внимание на Новую Северной Короны 1866 года, у которой амплитуда блеска была где-то между большими амплитудами обычных новых и небольшими амплитудами повторных. По их расчётам она должна была повторить вспышку между 1926 и 1966 годами.
9 февраля 1946 года в 05:00 по хабаровскому времени (8 февраля в 19:00 UTC) любитель астрономии, путевой обходчик А. С. Каменчук, во время наблюдения звёздного неба на разъезде Пера Амурской железной дороги (ст. Шимановская, ныне при городе Шимановске) обнаружил в созвездии Северной Короны невидимую ему прежде звезду величины 1,7m (подобную величину в этом небольшом созвездии имела лишь самая яркая звезда — Гемма). Он сообщил об этом письмом астроному А. А. Михайлову, приложив карту включающего звезду участка звёздного неба и предположив, что эта звезда идентична Новой 1866 года. Профессиональный астроном Спенсер Джонс сообщил о вспышке этой Новой 9 февраля (по UTC).
Предсказание вспышки Новой в Северной Короне сильно укрепило гипотезу Паренаго и Кукаркина о повторности вспышек обычных новых. Астрономы ждут повторных вспышек других новых звезд, наблюдавшихся в XVII—XIX веках.
Этот пример крайне удачного научного прогноза не так прост, как кажется с первого взгляда, и как его много лет представляли в учебниках и в научно-популярной литературе. Действительно, прогноз основан на свойствах переменных звёзд другого типа, с иной природой и энергетикой вспышек (чего не знали Кукаркин и Паренаго). Далее, T CrB — не вполне типичный представитель повторных новых, с гигантом вместо субгиганта в качестве поставщика вещества, аккрецируемого на белый карлик, а следовательно, с более высоким вкладом этого компонента в суммарный блеск системы и, как следствие, с заниженной амплитудой.

## Ожидаемая следующая вспышка
20 апреля 2016 года в бюллетене журнала Sky & Telescope появилось сообщение об устойчивом повышении яркости с февраля 2015 года с величины 10,5m до приблизительно 9,2m. Аналогичное событие наблюдалось в 1938 году, незадолго до вспышки 1946 года. В настоящее время запланированы дальнейшие наблюдения.
По первоначальным расчетам вспышка ожидалась в промежутке с февраля по сентябрь 2024 года, однако в этот период она так и не произошла.
Согласно самому последнему прогнозу конца 2024 года, в котором также за основу взяли ослабление и усиление яркости звезды, предсказывается, что вспышка, скорее всего, произойдет в 2025 году. А согласно самому раннему прогнозу, сделанному либо Н.Ф.Х. Найтом, либо У.М. Линдли ещё в 1946 году, вспышка должна состояться только в 2026—2027 годах.